# Friedrich Methfessel
Johann Christoph Friedrich Methfessel (* 27. August 1771 in Stadtilm, Fürstentum Schwarzburg-Rudolstadt; † 14. Mai 1807 in Stadtilm, Fürstentum Schwarzburg-Rudolstadt) war ein deutscher Komponist, Sänger, Gitarrist, Violinist und Pianist.

## Leben
Friedrich Methfessels war der älteste Sohn des Stadtilmer Kantors und Organisten Johann Anthon Christian Methfessel. Der Komponist Albert Methfessel war sein jüngerer Bruder. Von seinem Vater erhielt er seine musikalische Ausbildung. Später studierte er Theologie in Jena und ab 1796 in Leipzig. Während des Studiums beschäftigte er sich weiter intensiv mit Musik. In Alsbach, Rhena, Ratzeburg, Probstzella und Saalfeld war er Hauslehrer. Danach ging er nach Coburg und nach Eisenach. Hier hatte er ein Predigtamt in Aussicht. Schließlich ging er wieder nach Stadtilm, wo er als Musiklehrer und Liedkomponist wirkte. Er arbeitete an einer Oper mit dem Titel Faust, auf ein Libretto von Johann Friedrich Schink, die er nicht vollenden konnte, da er erkrankte war und infolge der Krankheit starb. Drei Gesänge aus der Oper erschienen bei Langbein & Klüger in Arnstadt und Rudolstadt im Druck.

## Werke (Auswahl)

### Lieder
- Drei Lieder für Singstimme und Klavier RISM ID: 230009800 I Freiheitslied in D-Dur. Incipit: Wer eint euch ihr Brüder zum Jubelgesang RISM ID: 230009801 II An Sidonia in Es-Dur. Incipit: Gedenke mein schlägt meine letzte Stunde RISM ID: 230009802 III Der Genius in As-Dur, Incipit: Wenn einst der Geist dem Irdischen entbunden Text: Christian Schreiber RISM ID: 230009800
- Lieder fürs Klavier, für Singstimme und Klavier, Bergmannsche Hofbuchdruckerei, Rudolstadt, 1796 RISM ID: 990073141
- Kleine Balladen und Lieder mit Begleitung der Guitarre, nebst einem komischen Anhange, Breitkopf & Härtel, Leipzig RISM ID: 991000937
- Zwölf Lieder in Musick gesetzt und der Frau Græfinn von Brühl unterthänigst zugeeignet von Friedrich Methfessel, Johann André, Kleine Balladen und Lieder mit Begleitung der Guitarre, nebst einem komischen Anhange. Offenbach, 1798 RISM ID: 991022612 I Liebe mit Schmerzen. Incipit: Ich wäre wohl fröhlich so gerne Text: Friedrich Wilhelm August Schmidt II Boettcherlied Incipit: Ich bin der Böttcher, ich binde das Fass III An eine Dorfschenke Incipit: Du werther als Ressourcensaal Text: Friedrich Wilhelm August Schmidt IV Troestung an die Geliebte im Mai Incipit: Liebchen, heiter und vergnügt Text: Friedrich Wilhelm August Schmidt V Bitte eines teutschen Soldaten um Frieden Incipit: Das Leben steh der Teufel aus Herr Kaiser ! Herr Kaiser mach er Frieden  VI Der Dorfküster Incipit: Sein Säulenhaus, sein Trinkgelag Text: Friedrich Wilhelm August Schmidt VII Ie länger, ie lieber Incipit: Wie mancher, wohl mancher liebt Mädchen so kalt VIII Lied im Frühling beim Melken der Kühe zu singen Incipit: Kommt ihr Kühe fröhlich Text: Friedrich Wilhelm August Schmidt IX Abendlied eines Landmanns zur Zither zu singen Incipit: Froh siz ich hier vor meiner Tuer X Du und ich Incipit: Du hast der Röcke viel im Schrank Text: Friedrich Wilhelm August Schmidt XI Austlied der Bauern beim Heumähen zu singen Incipit: Die ihr in Gartensälen schmaust Text: Friedrich Wilhelm August Schmidt XII Lied für eine Tanzgesellschaft Incipit: Was ihr Leutchen ! Geht über das Tanzen ? Text: August Friedrich Ernst Langbein

- Zwölf Lieder von Schink in Musik gesetzt  für Singstimme und Klavier, Langbein & Klüger, Rudolstadt, 1800 RISM ID: 991000935
- Drei Gesänge aus der neuen noch ungedruckten Oper: Faust von Schink. In Musik gesezt, und der Meklenb. Schwerin. Hofsängerin Demoiselle Antonie Rosetti in Ludwigslust ergebenst gewidmet, 1801 OCLC 935134837 (Digitalisat der Herzogin Anna Amalia Bibliothek Weimar) I Arie des Mephistopheles II Arie von Fausts Diener Kaspar Schnurrig III Arie Mathildens
- Sechs Gesänge zum Klavier RISM ID: 1001045700I Lied vom Grabe. Incipit: Wir werden alle Platz und Raum in unsern Gräbern haben. Text: Johann Jakob Mnioch II Die Tugend. Incipit: Die Tugend spricht aus jedes Menschen Munde. Text: Friedrich Gustav Schilling III Licht und Wärme. Incipit: Der beßre Mensch tritt in die Welt. Text: Friedrich Schiller IV Die Blumen. Incipit: Das Veilchen blüht so sittsam und hold. Text: Johann Martin Miller V Des Dulders Traum unter der Tanne. Incipit: Habe Dank für Schlaf und Traum Text: Karl Heinrich Heydenreich VI An die Weisheit. Incipit: Weisheit, gib mir meine Einfalt wieder Text: Karl Heinrich Heydenreich
- Zwölf Lieder mit begleitung des Pianoforte oder der Guittarre in Musick gesetzt und Ihro Kaiserliche Hoheit der Frau Großfürstin von Rußland, Anna Feodorowna, Prinzessin von S.Coburg Saalfeld in tiefster Untertänigleit gewidmet von Friederich Methfessel., N. Simrock, Bonn, 1802 RISM ID: 990041134
- Kleine Romanzen und Lieder für die Guitarre in Musik gesetzt und Fräulein Karoline von Stocmeier in Eiba hochachtungsvoll zugeeignet  op. 6,  C. G. Weigel, Leipzig, 1803 RISM ID: 991008080 (Digitalisat im Münchener Digitalisierungszentrum) I Der Fischer Incipit: Das Wasser rauscht’, das Wasser schwoll Text: Johann Wolfgang von Goethe II Nein! Incipit: Darf ich zu Deinem Preise Text: Karl Friedrich Müchler III Der Schatz Incipit: In Sachsenland lag einst ein Schloss IV Liebeserklärung Incipit: Gott grüß dich Mädchen jung und fein Text: Karl Friedrich Müchler V Das Gesetzbuch Incipit: Es war einmal ein Grübelkopf, der immer schalt und muckte Text: August Friedrich Ernst Langbein VI An ein Sternchen Incipit: Was lächelst du Sternchen so freundlich mich an Text: Justus Friedrich Zehelein VII Der Rattenfänger aus Hameln Incipit: Ich bin der weitgereis’te Sänger Text: Johann Wolfgang von Goethe VIII An die Weisheit. Incipit: Weisheit, gib mir meine Einfalt wieder Text: Karl Heinrich Heydenreich IX Strikkerlied Incipit: Der Zwirn ist gesponnen Text: Gerhard Anton Hermann Gramberg X Der Kussgeist Incipit: Da wo die Saale fliesst im weissen Sande XI Der Liebesbrief Incipit: Ein Mädchengesicht, wie ein blumiger Strauss von Rosen und Lilien gebunden XII Der Sommerabend Incipit: Der Sommerabend schleiert Flur und Hain Text: Friedrich von Matthisson
- Krieg und Friede mit Amor, Guerre et paix avec l’amour für Singstimme mit Gitarrenbegleitung op. 7 N. Simrock, Bonn RISM ID: 991008080

- Lieder für’s Klavier mit Gesang. RISM ID: 991000934

- Zwölf Lieder mit Begleitung der Guitarre. Breitkopf & Härtel, Leipzig RISM ID: 991000939
- Des Sängers Liebe. Ein kleiner Roman in Liedern von Friedrich Rochlitz mit Begleitung der Guitarre op. 12 Breitkopf & Härtel, Leipzig, 1806 RISM ID: 991000940 (Digitalisat bei Google Books) I In dem Walde die Nachtigall singt II Ich sahe, die ich meine III Des Lebens Kraft fühl ich in mir verwehen IV Sie stehen, und klagen den rauhen Herbstwind an V Das Jahr ist erstorben, der Winter kehrt zurück VI Einsam durch den weiten Garten VII Die Erd’ erblüht im neuen jungen Leben
- Chöre zu dem Schau- Trauer- und Thränenspiel: Herodes vor Bethlehem. In Musik gesetzt und Sr. Hochfürstlichen Durchlaucht, dem Herren Erbprinzen Karl von Leiningen in tiefster Unterthänigkeit gewidmet von | Friedrich Methfessel. RISM ID: 250003148
- Zwölf Lieder mit Begleitung der Guitarre in Musik gesezt und Ihro Kaiserlichen Hoheit, der Frau Erbprinzessin Maria Pawlowna in tiefster Unterthänigkeit gewidmet. Breitkopf u. Härtel, Leipzig, um 1800  OCLC 836721827 (Digitalisat der Herzogin Anna Amalia Bibliothek Weimar) I Die Musik Incipit: Sie sass auf hohen Felsengipfeln Text: Christian Schreiber II Romanze. Incipit: Kam ein Wand’rer einst gegangen Text: Siegfried August Mahlmann III An die Laute. Incipit: Holde Laute, Einzig mir Vertraute Text: Christian Schreiber IV Die rechte Liebe Incipit: Willst du immer frische Liebe Text: Gerhard Anton Hermann Gramberg V Das Mädchen in der Ferne Incipit: Lüftchen vom Berge, Lüftchen vom Tale Text: Christian Schreiber VI Das Grab Incipit: Ich weiss ein Schlummerbette Text: Christian Schreiber VII Worte der Sehnsucht Incipit: So fern von Dir, du Holde Text: Christian Schreiber VIII Die Blumen und die Mädchen Incipit: Das Veilchen blüht so sittsam und hold Text: Johann Martin Miller IX Der Erlkönig Incipit: Wer reitet so spät durch Nacht und Wind Text: Johann Wolfgang von Goethe X Frühlingslied Incipit: Seh' ich dich wieder, du freundliches Blau? Text: Julie von Bechtolsheim XI Das Mädchen aus der Fremde Incipit: In einem Thal bei armen Hirten Text: Friedrich Schiller XII Der Sänger Incipit: Es stand der Sänger mit trübem Sinn Text: Christian Schreiber
- Der Bauer bey der Theaterwuth der Städter zu Ende des philosophischen Jahrhunderts in welchem man zugleich Theater haben und Kinder erziehen wollte, Text: Irenäus Leander, Musik: Friedrich Methfessel, Langbein & Klüger, Rudolstadt, 1804 OCLC 315526789[5]